# Identificator de fragment
În cadrul hipertextului informatic, un identificator de fragment este un scurt șir de caractere care se referă la o resursă subordonată alteia, resursa primară sau principală. Resursa primară este identificată de un identificator uniform de resurse (URI), iar identificatorul de fragment indică resursa subordonată.
Identificatorul de fragment introdus prin semnul diez # este partea finală opțională a unui URL pentru un document. Este folosit de obicei pentru a identifica o porțiune din acel document. Sintaxa generică este identificată în RFC 3986. Separatorul „#” din URI-uri nu aparține identificatorului de fragment.

## Vezi și
- Localizator uniform de resurse